# 英雄好汉
《英雄好漢》（英語：Tragic Hero）是一部1986年拍攝，1987年上映的香港動作電影，由黄泰来執導，周润发、万梓良、刘德华主演。本片與《江湖情》一併拍攝，一大特色是本片作為下半部卻率先推出，前傳《江湖情》在補拍並加入譚詠麟參演後於同年稍後上映，此安排在香港電影史上極為罕見。

## 剧情
承接電影《江湖情》結局後數年,鄧家勇（萬梓良）以心狠手辣崛起江湖，更發誓要把李阿劑（周潤發）趕盡殺絕，使勇父鄧吉（楊群）、勇表姐王惠珠（王小鳳）及遠在馬六甲的勇弟林定國（劉德華）擔憂，勇的拜門大佬朱老大（柯俊雄）恐勇危害其地位及性命，欲先下手為強召開大會公審勇，反被勇殺害，另一方面，劑為了其妻劉寶兒（劉嘉玲）與其子安的安全着想，在侯總警司（吳海添）的安排下主動與勇講和，反被勇嘲笑同羞辱，劑親信手下阿六（成奎安）想瞞着劑去殺勇，反被勇手下殺害，在劑欲反擊勇時，其正行或偏門生意分別被勇手下破壞及侯帶隊掃蕩，寶兒更被侯肆意拘捕，劑更被侯逮捕，後來劑被惠珠及泉救出，但惠珠被侯鎗殺，侯同時亦被劑鎗殺，其後劑會合寶兒與安逃離香港，前往馬六甲投靠國，但勇更窮追不捨，更炸死了劑與國的妻兒及子女，劑、國和吉僥倖脱險，劑與國隻身回港報仇，在警司張鐵柱（李修賢）暗中調走跟蹤勇的警員下，劑、國、吉和泉在勇的大宅中與勇及其手下火拼，泉先被殺身亡。正當劑、國身受重傷，勇欲結果二人性命之際，突然吉一旁衝出槍殺勇，救了二人。最後劑、國和吉被張逮捕。

## 角色
| 演员   | 角色     | 粵語配音 | 备注 |
| 周润发 | 李阿劑   | 周润发   | |
| 万梓良 | 鄧家勇   | 万梓良   | 鄧吉之子、王惠珠之表弟                                                                                                |
| 柯俊雄 | 朱老大   | 周永光   | 上海幫之老大，本片大反派 曾為李阿劑之天敵，現為合作伙伴。鄧家勇之老大，但顧忌其，之後欲開大會公審鄧家勇時，反被勇殺害 |
| 楊群   | 鄧吉     | 楊群     | 鄧家勇之親父 林定國之養父 王惠珠之舅父                                                                                |
| 李修賢 | 張鐵柱   | 黃志成   | 警司 |
| 王小鳳 | 王惠珠   | 黃小英   | 鄧吉之外甥女，鄧家勇及林定國之表姐                                                                                    |
| 劉嘉玲 | 劉寶兒   | 楊麗仙   | |
| 刘德华 | 林定國   | 李學斌   | 鄧吉之養子、王惠珠之表弟                                                                                              |
| 吳海添 | 侯總警司 | 源家祥   | |
| 成奎安 | 阿六     | 黃子敬   | |
| 吳康寧 | 阿泉     |          | |
| 黃智強 | 肥佬     | 賈鳳梧   | |
| 于倩   |          |          | 朱老大之妻 |
| 林聰   | 大眼     | 盧傑群   | |
| 衛青   | 根叔     | 源家祥   | |
| 徐錦江 |          | 黃志成   | 原朱老大手下，後叛投鄧家勇                                                                                            |